# 若夫爾維爾
12°29′S 49°12′E / 12.483°S 49.200°E

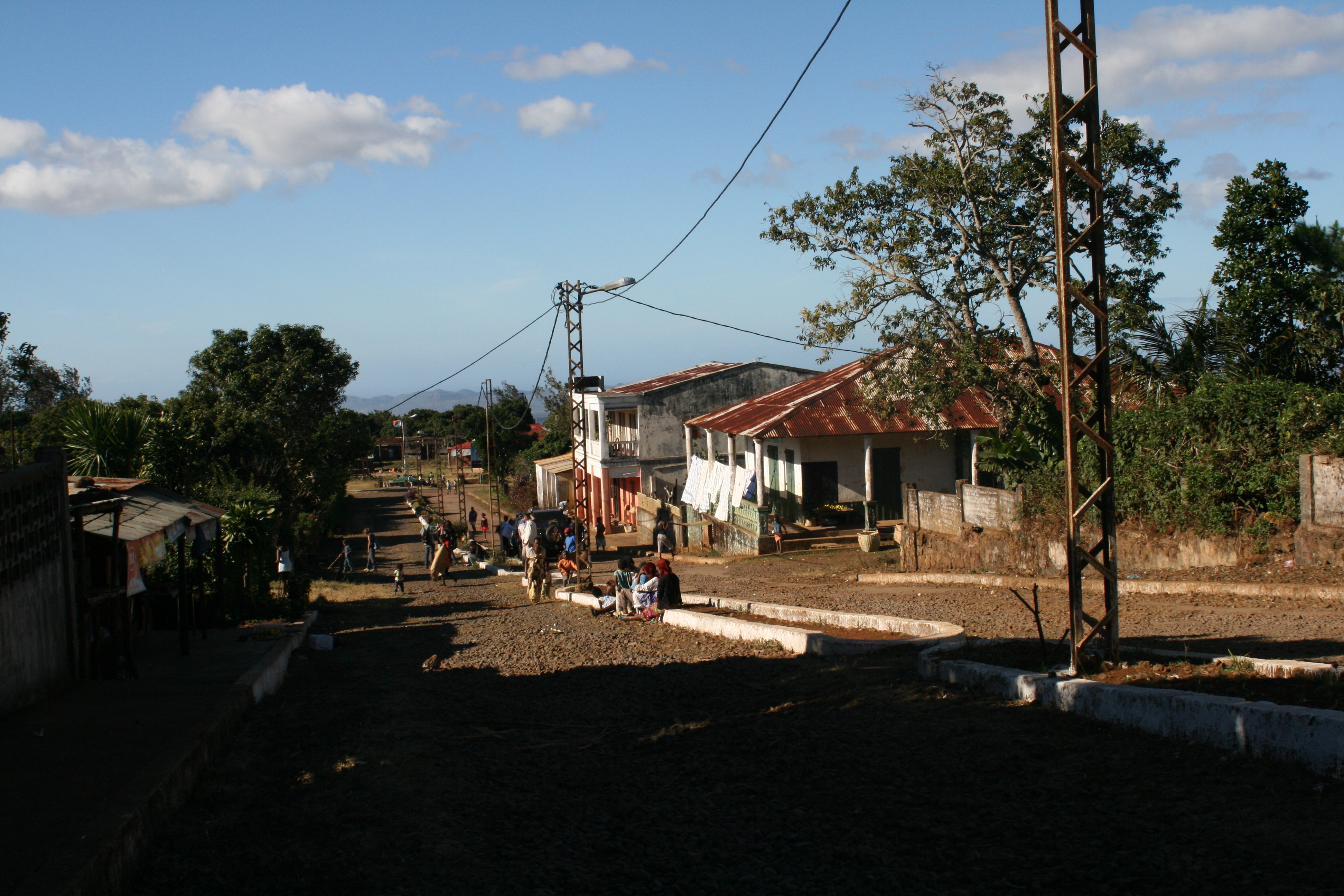

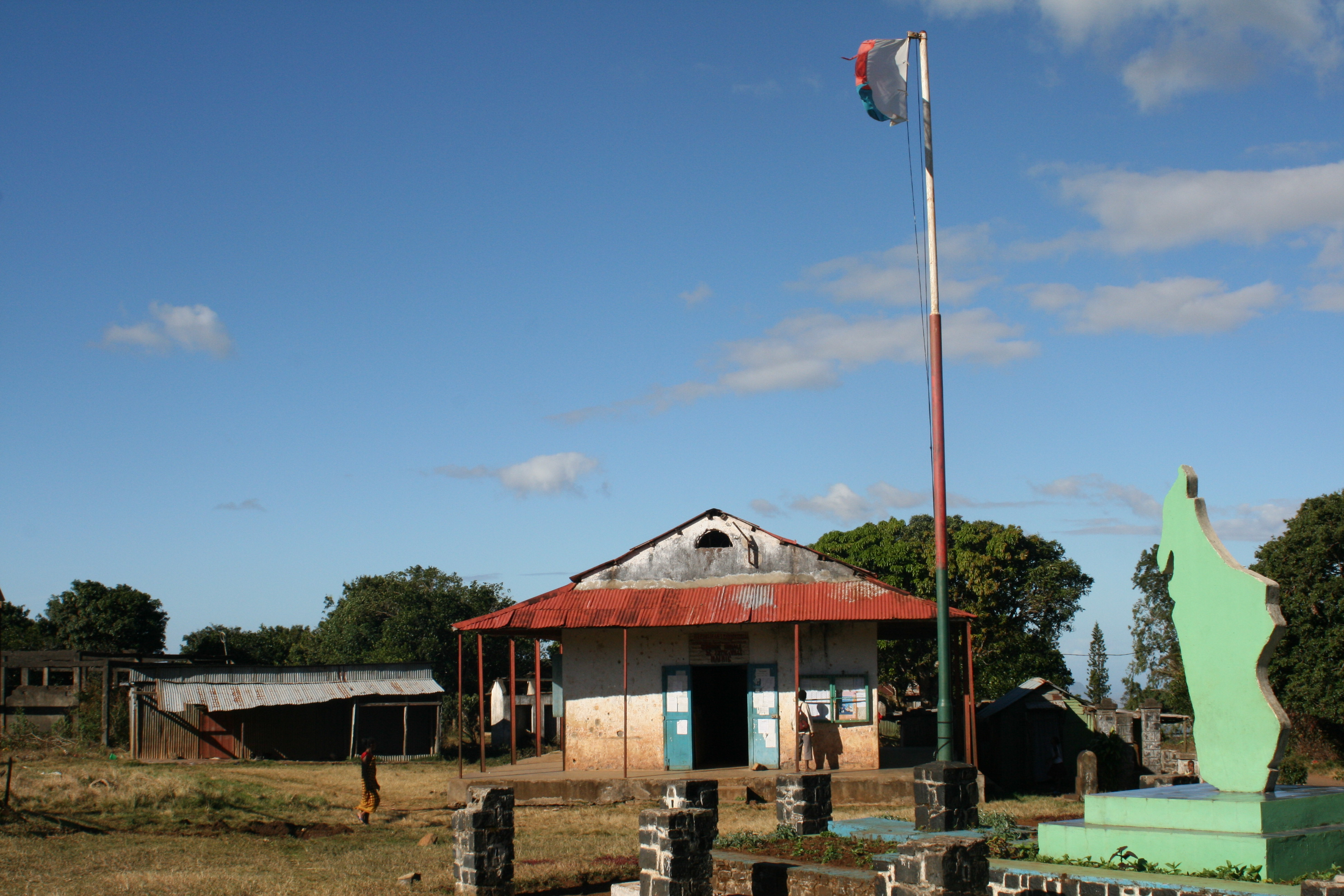

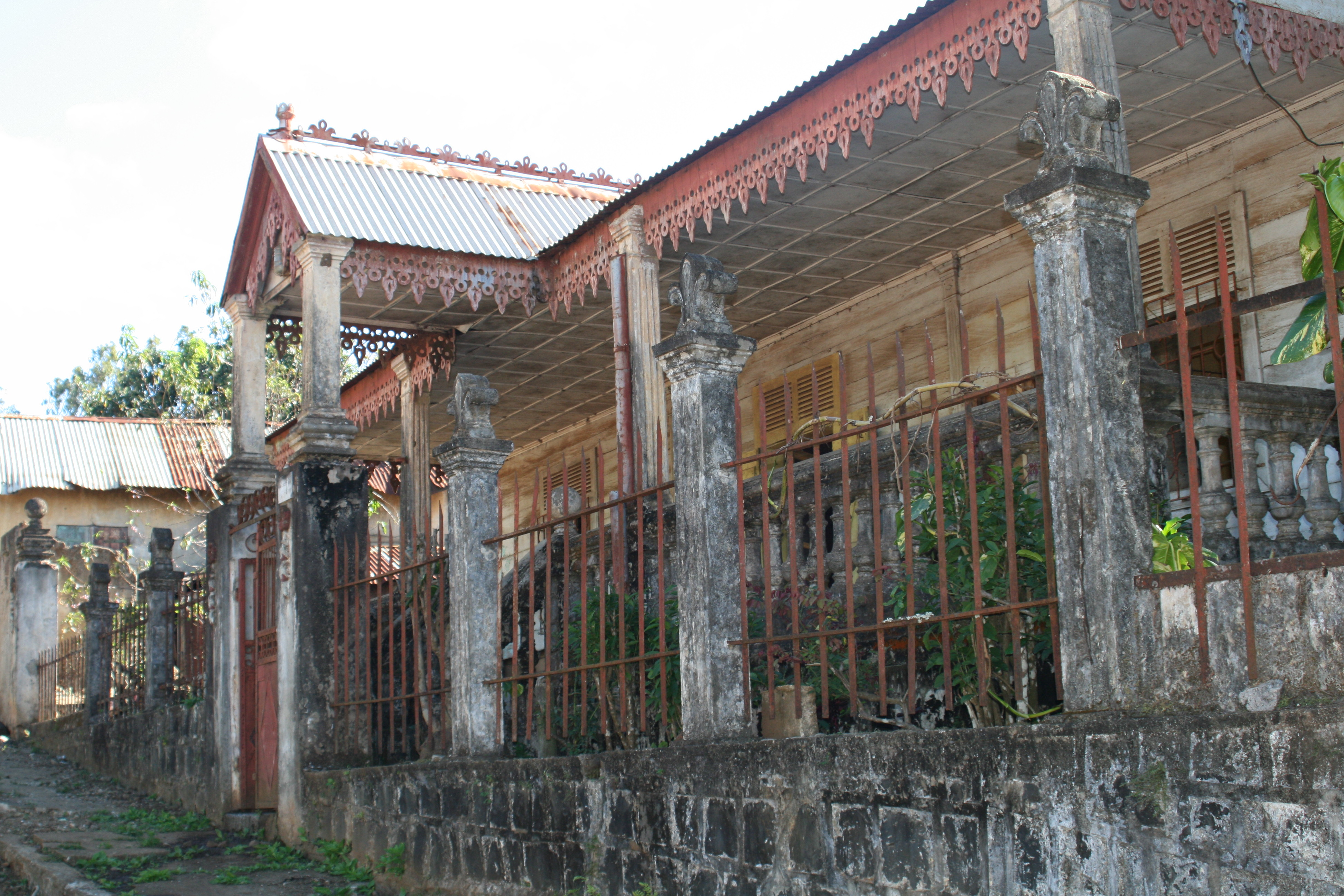

若夫爾維爾，是馬達加斯加的城鎮，位於該國北部第亞那區，由安齊拉納納二區負責管轄，距離安齊拉納納32公里，海拔高度1,174米，2001年人口5,000。